# Historiker

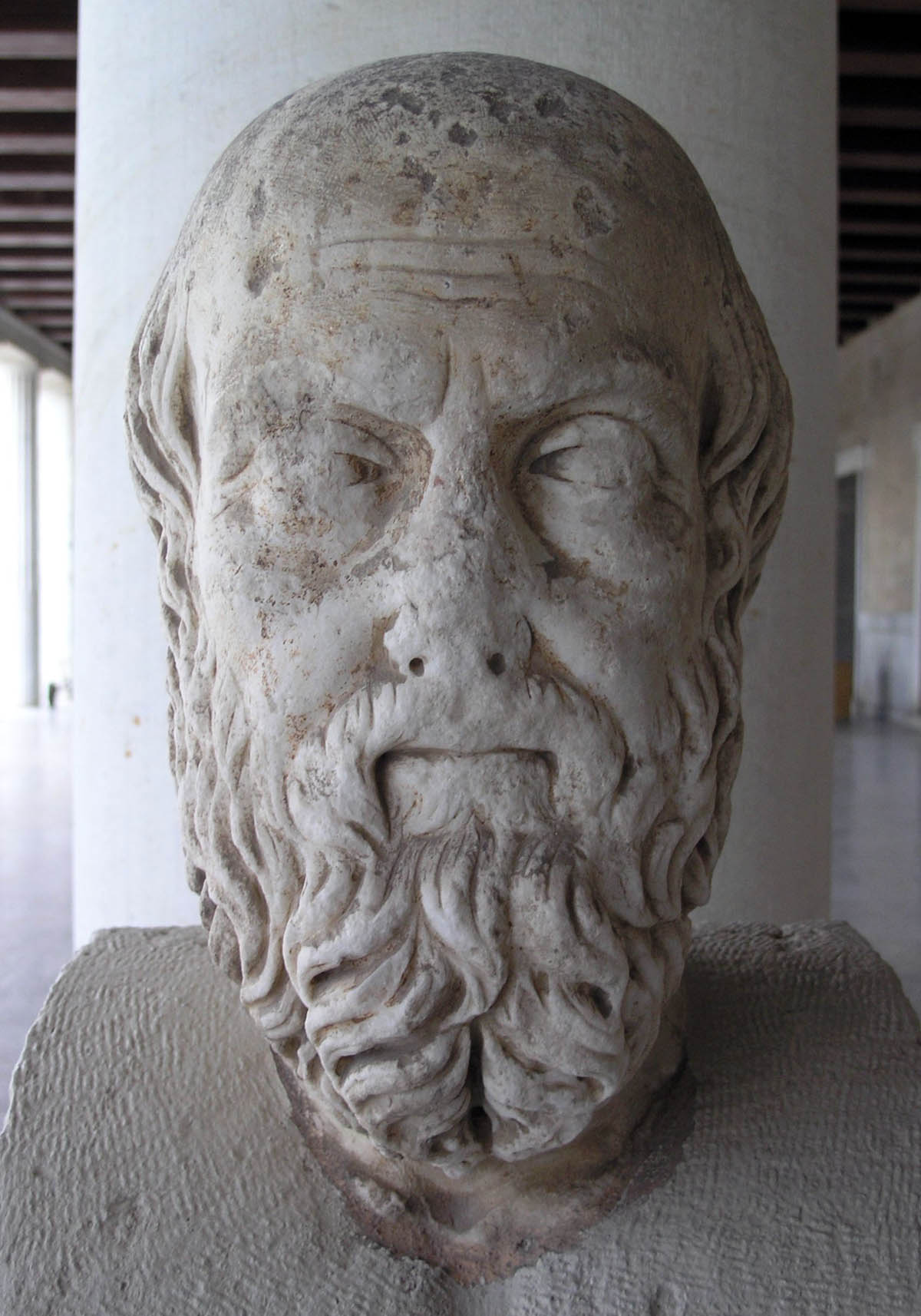
Herodotos, en grekisk historiker på 400-talet f.Kr.

En historiker är titeln för en person som ägnar sig åt att studera mänsklighetens förflutna genom att granska och analysera äldre texter och bilder. Begreppet kan även vara en yrkestitel för akademiskt verksamma inom disciplinen historia eller historielitteratörer. Historieskrivningens vetenskapliga beteckning är historiografi (grekiska historiographiʹa ’historieskrivning’, av historia och -grafi), som är term med dubbel betydelse. Det används dels för historieforskningens produkter (rapporter, böcker och liknande), dels för den vetenskapliga analysen av historieforskningen och historieförmedlingen.
Personer som inte är yrkesverksamma som historiker brukar vardagligt kallas populärhistoriker eller amatörhistoriker. En vanlig form av historisk amatörforskning är släktforskning.
Historiker skiljer sig från arkeologer och arkivarier i att arkeologer studerar materiella lämningar, medan arkivarier hanterar och tillgängliggör det skriftliga och bildliga källmaterial som historikerna bygger sin forskning på.
För historiker före sekelskiftet 1800 används uttrycket historieskrivare. Dessa historiker har i regel en berättande stil och en mindre utvecklad metod och källkritik. Begreppet historieskrivare kan även avse en person, ofta verksam inom en institution eller organisationen, som fått i uppdrag att skriva om dennas egen historia. Historieskrivare kallades förr historiograf.